# Myotis bombinus
Myotis bombinus — вид роду Нічниця (Myotis).

## Поширення, поведінка
Країни проживання: Китай, Японія, Корея, Корейська Народно-Демократична Республіка, Російська Федерація. Лаштує сідала в дуплах дерев, печерах, а також у будинках, харчується в лісі.